# Stralendiertjes

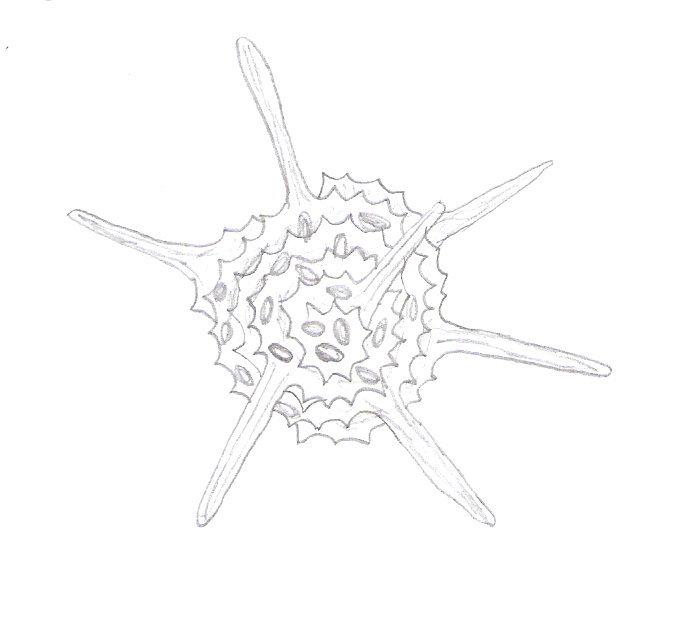
Een tekening van een stralendiertje.

Stralendiertjes (Radiolaria) zijn een protisten-groep van zeer kleine, eencellige organismes die behoren tot de supergroep van de Rhizaria. Radiolaria worden in alle zeeën aangetroffen en zijn bekend sinds het Cambrium. Ondanks hun naam zijn het geen echte dieren. De groep wordt zowel als stam, onderstam, klasse of onderklasse ingedeeld.

## Kenmerken
Radiolaria zijn er in talrijke soorten en vormen, de grootte varieert van 0,03 - 2 mm. Om de radiolaria goed te kunnen bekijken, is een goede microscoop nodig. Radiolaria vallen op door de ingewikkelde structuur van hun kiezelskelet. De vorm van het skelet van de radiolaria kan enorm variëren. De eenvoudigste vormen zien eruit als een bolvormig gaaswerk, waardoor de stekeltjes steken. De meer ingewikkelde soorten vertonen kunstige regelmatige en ingewikkelde geometrische vormen. Binnen in dit skelet omvat een hoornachtige capsule de eigenlijke celkern. De in zee levende organismen lijken op zonnediertjes (Heliozoa) die in zoet water voorkomen maar hebben een complexere structuur.
Ook de diatomeeën hebben een kiezelskelet, maar deze hebben geheel andere vormen. Diatomeeën behoren tot de supergroep Chromalveolata.

## Leefwijze
Radiolaria leven in symbiose met microscopische algen, eveneens eencellig, die zich rondom het protoplasma vasthechten. De relatie is mutualistisch: de afvalstoffen van het stralendiertje zijn het voedsel van de algen, die op hun beurt de door hen geproduceerde zuurstof aan het stralendiertje afgeven. De radiolaria kunnen zich verticaal verplaatsen: overdag zakken zij naar de diepten, om 's nachts naar de oppervlakte te stijgen. De aanleiding voor deze verticale trektochten is nog niet bekend. Radiolaria leven te midden van het zeeplankton en wanneer ze afsterven vallen ze uiteen, maar hun kiezelskelet van siliciumdioxide lost niet op in zeewater zoals een kalkskelet en blijft behouden en zakt naar de bodem. Hier vormen de skeletjes een bijzondere afzetting die radiolariënslik wordt genoemd, dat een dikte van enkele tientallen en zelfs wel honderden meters kan hebben. Als het slib verhardt wordt het radiolariet genoemd. Omdat er zoveel verschillende soorten zijn en de radiolaria al zo lang bestaan zijn de afzettingen van hun kiezelskeletjes belangrijke gidsfossielen.